# Radisson (New York)
Pour les articles homonymes, voir Radisson (homonymie).
Radisson est une census-designated place du comté d'Onondaga, dans l'État de New York, aux États-Unis. En 2020, elle compte une population de 7 038 habitants.